# Dongtaicun (sockenhuvudort i Kina, Liaoning Sheng, lat 42,07, long 119,42)
Dongtaicun är en sockenhuvudort i Kina. Den ligger i provinsen Liaoning, i den nordöstra delen av landet, omkring 330 kilometer väster om provinshuvudstaden Shenyang. Antalet invånare är 20 005. Befolkningen består av 9 756 kvinnor och 10 249 män. Barn under 15 år utgör 16,0 %, vuxna 15-64 år 76 %, och äldre över 65 år 7,0 %.